# La rebelión
La rebelión (título original en alemán, Die Rebellion) es una novela de 1924 del escritor austriaco Joseph Roth. Narra la historia de un veterano de guerra que se ha convertido en músico callejero después de perder una pierna. La novela se publicó en el periódico Vorwärts del 27 de julio al 29 de agosto de 1924. Ha sido adaptada para la televisión dos veces: en 1962 por Wolfgang Staudte, y en 1993 por Michael Haneke.

## Sinopsis
Andreas Pum, excombatiente de guerra a quien el gobierno ha otorgado una condecoración y una licencia para tocar el organillo, recorre con su instrumento las calles de Viena. A pesar de su mala fortuna y su invalidez, está convencido de que el mundo se encuentra regido por un orden moral. Su existencia es gris y humilde pero no exenta de algo parecido a la felicidad. Acepta su lugar en la sociedad y parece no anhelar más que aquello que va encontrándose a su paso. Pero un episodio desgraciado, un incidente en el tranvía, da al traste con ese modesto pero idílico panorama y llevará a la cárcel, lo que hará que su visión del mundo se vea inevitablemente trastocada. Encerrado, entre alucinaciones y pesadillas, Andreas acabará renegando de sus creencias religiosas y se convertirá en un rebelde incómodo para una sociedad en la que creyó encontrar cobijo, y de la que le será revelado el horror, la corrupción y la crueldad. Publicada originalmente en 1924, La rebelión hurga en los oscuros mecanismos de la burocracia estatal y en las complejas relaciones entre los seres humanos.

## Recepción
Nicholas Lezardde The Guardian hizo crítica del libro en 2000: "El relato de Roth tiene esa lógica tan europea, directa y de cuento de hadas que hace todo al mismo tiempo inevitable y sin embargo con un extraño ambiente de pesadilla. No te equivocarás si piensas en Roth ocupando la cuarta esquina de un cuadrilátero cuyos otros ápices son Kafka, Musil y Stefan Zweig." Lezard sigue: "En uno o dos momentos la novela salta al territorio extraño, casi de realismo mágico; no es un término que me guste mucho, pero sugiere el sentimiento de cierta dislocación onírica que sientes de vez en cuando mientras estás leyendo. Este retrato de uno de los fragmentos de una sociedad que se está rompiendo es engañosamente simple, pero te acosará durante mucho tiempo después de haber leído el libro."
En 2021, el escritor irlandés Hugo Hamilton publicó una novela titulada Las páginas. Es una historia contada desde la perspectiva de un libro, una primera edición de La rebelión, de Roth.